# NGC 6410
NGC 6410 — двойная звезда в созвездии Дракон.
Этот объект входит в число перечисленных в оригинальной редакции «Нового общего каталога».